# Seš
Séš (francosko seiche), lokalno primorsko seš ali seša, je vrsta stoječega valovanja v zaprtem ali deloma zaprtem površinskem vodnem telesu. Seše in sorodne pojave so opazovali na jezerih, vodnih zbiralnikih, bazenih, zalivih in morjih. Ključna zahteva za nastanek seša je, da je vodno območje delno omejeno, kar omogoča nastanek stoječega valovanja.
Izraz je leta 1890 uvedel švicarski hidrolog François-Alphonse Forel, ki je pojav prvi opazil na Ženevskem jezeru. Beseda izvira iz narečja švicarske francoščine in pomeni »zibati se naprej in nazaj«. Očitno se je dolgo časa rabila na tem območju za opis nihanj v alpskih jezerih.
Pojav je v severnem Jadranskem morju eden od vzrokov za nastanek visoke vode. Tu je njegova perioda od 21 do 22 ur, amplituda pa približno 0,5 m. Ob hrvaški obali so zabeležili sešne valove s periodo od 10 do 30 minut in amplitudo do 3 m. Tu jih pogovorno imenujejo šćiga, štigun-plima, štigajica, strokovno pa prosto zalivsko nihanje (slobodna zaljevska oscilacija), seša ali seš. V Azovskem morju je perioda 23 ur, amplituda pa od 0,10 do 0,25 m. V Ženevskem jezeru je perioda 1 ura in amplituda 2 m. V Alžirskem zalivu je perioda nekaj čez 1 minuto in amplituda do 1 m.

## Vzroki in narava sešev
Seše je s prostim očesom velikokrat nemogoče zaznati. Opazovalci v čolnih na gladini ne bodo opazili, da je nastopil seš, zaradi zelo velikih valovnih dolžin. Učinek povzročajo resonance v vodnem telesu, na katerega je deloval en ali večje število faktorjev, največkrat meteorološki pojavi (veter in zračni tlak), seizmična dejavnost ali cunamiji. Gravitacija vedno poskuša vzpostaviti vodoravno površino telesa kapljevinske vode, saj to predstavlja obliko v kateri je voda v hidrostatičnem ravnovesju. Iz tega izhaja navpično harmonično gibanje in ustvari impulz, ki potuje po dolžini kotanje vodnega telesa s hitrostjo, odvisno od globine vode. Impulz se na koncu kotanje odbije nazaj in tvori interferenco. Ponovljeni odboji tvorijo stoječe valovanje z enim ali več vozlov, ki so brez navpičnega gibanja. Frekvenco nihanja določa velikost kotanje, njena globina in obrisi, ter temperatura vode.
Najdaljša naravna perioda za seš v zaprtem pravokotnem vodnem telesu je po navadi približno dana z Merianovo formulo za n = 1:
{\displaystyle T_{n}={\frac {2l}{n{\sqrt {g{\overline {h}}}}}}\!\,,}
kjer je:
- {\displaystyle l\!\,} dolžina,
- {\displaystyle n=1,2,3,\ldots \!\,} število vozlov,
- {\displaystyle {\overline {h}}\!\,} povprečna globina vodnega telesa,
- {\displaystyle g\!\,} težni pospešek.[5]

Opazili so tudi harmonična nihanja višjih redov. Perioda drugega harmonika bo polovica naravne, perioda tretjega harmonika bo tretjina naravne itd. Prevladujejo pa harmonična nihanja nižjih redov, saj se energija v nihanjih višjih redov hitreje raztrosi.
V polodprtem pravokotnem vodnem telesu so periode:
{\displaystyle T_{n}={\frac {4l}{(2n-1){\sqrt {g{\overline {h}}}}}}\!\,.}

## Seši po svetu
Seše so opazovali tako na jezerih kot na morjih. Ključna zahteva je, da je vodno telo delno omejeno, kar omogoča nastanek stoječega valovanja. Pravilnost oblike ni nujna, saj so tudi v pristaniščih z izredno nepravilnimi oblikami vsak dan opazovali nihanja z zelo stabilnimi frekvencami.

### Jezerski seši
Majhni ritmični seši so skoraj vedno prisotni na velikih jezerih. Ob Velikih jezerih pojav imenujejo slosh. Je vedno prisoten, vendar po navadi neopazen, razen v času nenavadnega brezvetrja. Pristanišča, zalivi in estuariji so velikokrat naklonjeni majhnim sešem z amplitudami nekaj centimetrov in periodami nekaj minut. Seši lahko nastanejo tudi v polzaprtih morjih. V Severnem morju pogosto nastajajo podolžni seši s periodo približno 36 ur.
Ameriška Nacionalna vremenska služba (NWS) izdaja nasvete o nizki vodi za območja Velikih jezer, ko je verjetnost, da bodo nastopili seši velikosti 2 čevljev ali več. Eriejsko jezero je še posebej naklonjeno sešem, ki jih povzroča veter, zaradi svoje plitvosti in raztegnjenosti. Med koncema jezera lahko nastanejo skrajni seši do 5 m. Učinek je podoben nevihtnim valom, podobnim tistim, ki jih povzročajo tropski cikloni vzdolž oceanskih obal. Seši pa lahko povzročijo nihanja nazaj in naprej prek jezera za nekaj časa. Leta 1954 je Hurikan Hazel nakopičil vodo vzdolž severozahodne obale Ontarijskega jezera blizu Toronta, povzročil močne poplave in utrdil seš, ki je kasneje povzročil poplave vzdolž južne obale.
Jezerski seši se lahko pojavijo zelo hitro. 13. julija 1995 je velik seš na Gornjem jezeru povzročil, da je gladina padla in se nato spet dvignila za 1 meter v času 15-ih minut, tako da so nekateri čolni viseli z dokov na sidriščnih črtah, ko se je voda umaknila. Enak nevihtni sistem, ki je leta 1995 povzročil seš na Gornjem jezeru, je povzročil podoben učinek na Huronskem jezeru, v katerem se je vodna gladina v Port Huronu spremenila za 1,8 m v času 2. ur. Na Michiganskem jezeru je preplavilo osem ribičev, ki so se utopili, ko je 3-metrski seš zadel chicaško vodno čelo 26. junija 1954.
Jezera v seizmično dejavnih območjih, kot je na primer Tahojsko jezero na meji med Kalifornijo in Nevado, so še posebej v nevarnosti pred seši. Geološki dokaz nakazuje, da so obale Tahojskega jezera v prazgodovini zadevali seši in cunamiji visoki vse do 10 m, krajevne raziskave pa so pokazale na nevarnost, ki jo je treba upoštevati pri načrtih za klic v sili.
Seše, ki jih povzročajo potresi, je moč opazovati tisoče kilometrov stran od epicentra potresa. Imenujejo se tudi potresno pljuskanje. V kopalnih bazenih še posebej radi nastajajo seši, ki jih povzročajo potresi, saj se podrhtavanje tal velikokrat ujema z resonančnimi frekvencami majhnih vodnih teles. Leta 1994 je potres v Northridgeu v Kaliforniji povzročil, da so kopalni bazeni poplavili po celi južni Kaliforniji. Velik potres na Veliki petek, ki je leta 1964 zadel Aljasko, je povzročil seše v kopalnih bazenih vse do Portorika. Potres, ki je leta 1775 prizadel Lizbono, je povzročil seše 3000 km stran v Loch Lomondu, Loch Longu, Loch Katrini in Loch Nessu na Škotskem  in v kanalih na Švedskem. Potres v Indijskem oceanu je leta 2004 povzročil seše v stoječih vodnih telesih v mnogih indijskih državah, kot tudi v Bangladešu, Nepalu in na severnem Tajskem. Seše so spet opazovali v Utar Pradešu, Tamil Naduju in Vzhodnem Bengalu v Indiji, ter na mnogih krajih v Bangladešu med potresom v Kašmirju leta 2005. Potres v Čaju in Zgornjem Asamu leta 1950 je povzročil seše celo na Norveškem in južni Angliji. Drugi potresi na Indijski podcelini, ki so povzročili seše, so še: Kumaon-Barahat leta 1803, Allah Bund leta 1819, Osrednji Bengal leta 1842, Kangra leta 1905, Dhubri leta 1930, Nepal-Bihar leta 1934, Bhuj leta 2001, Nias leta 2005, Teresa Island leta 2005. Potres v Čilu 27. februarja 2010 je povzročil seš na jezeru Pontchartrain v Louisiani z višino približno 0,15 m.

### Morski in zalivski seši
Seše so opazovali na morjih, kot sta na primer Jadransko in Baltsko morje. Tam povzročajo poplave v Benetkah in Sankt Peterburgu. Seš na Baltskem morju nastaja v izsušenih močvirjih ob ustju Neve. Poplave, ki jih povzročajo seši, so ob Nevi pogosti jeseni. Seš poganja območje nizkega zračnega tlaka v severnem Atlanstkem oceanu, ki se giblje na obalo in povzroča ciklonske depresije na Baltskem morju. Nizek zračni tlak ciklona vleče prekomerne količine vode v skoraj s kopnim zaprto Baltsko morje. Ko se ciklon nadaljuje po kopnem, na Baltskem morju nastajajo dolgi in nizkofrekvenčni sešni valovi z valovnimi dolžinami do nekaj sto kilometrov. Ko valovi dosežejo ozek in plitek Nevski zaliv, postanejo precej višji in poplavijo Nevino nabrežje. Podobni pojavi nastajajo v Benetkah in so eden glavnih vzrokov za nastanek visoke vode. To je povzročilo nastanek sistema MOSE, sistema 79-ih premičnih valobranskih pregrad za zaščito treh vrat v Beneško laguno. 
V zalivu Omura na Japonskem so občasno opazovali seše, največkrat spomladi in še posebej marca. 31. marca 1979 je plimska postaja v Nagasakiju zabeležila največji premik vodne gladine 2,78 m zaradi seša. Največji premik v celem zalivu med tem sešem je verjetno dosegel 4,70 metre na dnu zaliva. Seše na zahodnem Kjušuju, vključno z zalivom Omura, velikokrat povzroča depresija zračnega tlaka, ki prečka južni del Kjušuja. Perioda sešev v zalivu Omura je približno 30 do 40 minut. Tukaj seše imenujejo abiki. Beseda abiki je verjetno nastala iz besede amibiki, kar dobesedno pomeni: stran vleči (biki) ribiško mrežo (ami). Seši ne povzročajo škode le krajevnemu ribištvu, ampak lahko povzročajo poplave na obalah okrog zaliva, kot tudi uničenje pristaniških objektov.
Seše lahko povzročajo tudi cunamiji, valovna veriga, ki nastaja v vodnem telsu s pulziranjem ali nenadno motnjo, ki navpično premesti vodni stolpec. Občasno cunamiji lahko povzročajo seše zaradi krajevnih geografskih nepravilnosti. Cunami, ki je leta 1946 zadel Havaje, je imel na primer med valovnima čeloma petnajstminutni interval. Naravna resonančna perioda mesta Hilo je približno trideset minut. To pomeni, da je bil vsak drugi val v fazi z gibanjem Hila, in je povzročil seše v njegovem zalivu. Zaradi tega je od vseh krajev na Havajih Hilo utrpel največjo škodo: Cunami in seš sta dosegla višino 7,9 m vzdolž Hilo Bayfronta, in v samem mestu ubila 96 ljudi. Sešni valovi se lahko po cunamiju nadaljujejo več dni. Vrsta sešev, ki jih povzročajo vplivi ozračja, se imenuje meteocunami.

### Podvodno (notranje) valovanje
Čeprav večji del tehniške literature omenja površinske seše, ki jih opazujejo brez težav, so opazovali seše tudi pod površjem jezer, ki so delovali vzdolž termoklina v omejenih vodnih telesih.